# ВЕЦ „Ивайловград“
Вижте пояснителната страница за други значения на Ивайловград.
ВЕЦ „Ивайловград“ е водноелектрическа централа в южна България, разположена в землището на село Хухла. Тя е част от последното трето стъпало на Каскада „Арда“, собственост на Националната електрическа компания.
Тя е подязовирна централа, вградена в стената на язовир „Ивайловград“. Пусната е в експлоатация с три турбини тип „Каплан“ с първоначална обща мощност 108 MW. По-късно те са реконструирани и мощността им е увеличена до 120 MW. Има среден пад от 44 m и застроено водно количество 279 m³/s.